# Pero radiosaria
Pero radiosaria är en fjärilsart som beskrevs av George Duryea Hulst 1886. Pero radiosaria ingår i släktet Pero och familjen mätare. Inga underarter finns listade i Catalogue of Life.